# József Grősz
József Grősz (Féltorony (Halbturn), graafschap Moson,  9 december 1887 - 3 oktober 1961), was een Hongaars geestelijke en politicus.
József Grősz werd op 14 juli 1911 tot rooms-katholiek priester gewijd. Van 1928 tot 1936 was Grősz coadjutor van het bisdom Győr. Van 1936 tot 1939 diende hij als apostolisch administrator van Szombathely. In 1939 werd hij bisschop van Szombathely en in 1943 werd hij aartsbisschop van Kalocsa. 
Aartsbisschop Grősz had van 1939 tot 1944 zitting in het Magnatenhuis. Als gevolg van de nazi-bezetting van Hongarije tijdens de Tweede Wereldoorlog verloor hij zijn zetel. 
In 1950 in het communistische Hongarije tekende Grősz een verdrag die de positie van de Rooms-Katholieke Kerk in Hongarije regelde. Als gevolg van zijn weigering een communistische vredesmanifest te tekenen (1951) werd hij in mei 1951 gearresteerd en op 28 juni 1951, na een schijnproces, tot 15 jaar celstraf veroordeeld. In 1955 kwam hij vrij en werd hij onder huisarrest gesteld.
In mei 1956 werd zijn huisarrest na een amnestie opgeheven en kon hij zich weer aan zijn werk van aartsbisschop en voorzitter van het Hongaarse bisschoppenconferentie wijden. In 1957 werd hij lid van het Presidium van de Hongaarse Vredesraad, het Presidium van het Patriottisch Volksfront en voorzitter van Opus Pacis.
Aartsbisschop József Grősz overleed op 73-jarige leeftijd.